# Future (reper)
Nayvadius DeMun Wilburn (Atlanta, Georgia, SAD, 20. studenog 1983.), bolje poznat po svom umjetničkom imenu Future (također poznat kao Future ATL), američki je reper, tekstopisac i pjevač. Trenutno ima potpisan ugovor s diskografskim kućama Epic Records i A1 Recordings, te ima vlastitu diskografsku kuću Free Bandz Entertainment. Svoju glazbenu karijeru započeo je 2009. godine, a prvi miksani album Kno Mercy objavio je 2010. godine. Iste godine je objavio još jedan miksani album 1000. Godine 2011. uslijedila su još četiri miksana albuma. Sljedeće godine objavljuje uspješni miksani album Astronaut Status, a potom debitantski studijski album Pluto.

## Životopis

### Raniji život i početci karijere (1985. – 2009.)
Future je rođen kao Nayvadius Wilburn, 20. studenoga 1983. godine u Atlanti, Georgiji. Future je podrijetlom Haićanin. Odrastao je u susjedstvu Kirkwood u Atlanti. Poslije mijenja ime u Nayvadius Cash, a kasnije je dobio nadimak "The Future of Rap" koji mu je dao poznati hip hop kolektiv Dungeon Family iz Atlante. Njegov rođak, Rico Wade iz grupe Dungeon Family učio ga je repati i pisati pjesme.

### Pluto(2010. - danas)
Od početka 2010. godine pa do početka 2011. godine Future je objavio tri miksana albuma, 1000, Dirty Sprite i True Story. Kasnije je objavio singl "Tony Montana" na kojem pjeva pod utjecajem kodeina i prometazina s kubanskim naglaskom, oponašajući glas Tonyja Montane, glavnog lika iz filma Lice s ožiljkom. U međuvremenu, Future se udružio s Guccijem Maneom, te objavio zajednički miksani album Free Bricks. Kasnije je gostovao na Yung Chrisovoj pjesmi "Racks".

## Diskografija
| - Pluto (2012.) - Honest (2014.) - DS2 (2015.) - Evol (2016.) - Future (2017.) - Hndrxx (2017.) - The Wizrd (2019.) - High Off Life (2020.) - I Never Liked You (2022.) - Beast Mode s Zaytovenom (2015.) - 56 Nights s Southsideom (2015.) - What a Time to Be Alive s Drakeom (2015.) - Super Slimey s Young Thugom (2017.) - Beast Mode 2 s Zaytovenom (2018.) - Wrld on Drugs s Juice Wrldom (2018.) - Pluto x Baby Pluto s Lil Uzi Vertom (2020.) |

## Vanjske poveznice
- Službena stranica
- Future na Allmusicu
- Future na Discogsu
- Future na Billboardu
- Future  Arhivirana inačica izvorne stranice od 21. rujna 2012. (Wayback Machine) na MTV